# Marcus, Iowa
Marcus är en ort i Cherokee County i den amerikanska delstaten Iowa med en yta på 4,5 km² och en folkmängd som uppgick till cirka 1 100 invånare år 2011.

## Kända personer från Marcus
- Robert E. Smylie, politiker, guvernör i Idaho 1955-1967